# 胡达拜尔迪·托乎提
胡达拜尔迪·托乎提（20世纪?—1999年8月23日）维吾尔族，新疆维吾尔自治区喀什地区泽普县人，警察。

## 生平
胡达拜尔迪·托乎提是喀什地区泽普县波斯喀木乡党委委员、政法委副书记、波斯喀木乡派出所指导员。1999年8月23日，以亚生·买买提为首的十多名恐怖分子闯进胡达拜尔迪·托乎提家，当场杀害了胡达拜尔迪·托乎提及其儿子，胡达拜尔迪·托乎提本人被连续刺了38刀，其子头部遭到枪击。杀人之后，这伙恐怖分子又当场纵火，造成胡达拜尔迪·托乎提的妻子被烧成重伤。